# Fekete Párduc 2.
A Fekete Párduc 2. (eredeti cím: Black Panther: Wakanda Forever) 2022-ben bemutatott amerikai szuperhősfilm, a 2018-as Fekete Párduc című film folytatása, egyúttal a Marvel-moziuniverzum (MCU) harmincadik filmje. A filmet az első részhez hasonlóan Ryan Coogler rendezte, valamint Coogler és Joe Robert Cole írta. Gyártója a Marvel Studios, forgalmazója a Walt Disney Pictures. A főbb szerepekben a visszatér Lupita Nyong’o, Danai Gurira, Martin Freeman, Letitia Wright, Winston Duke, Angela Bassett, valamint új szereplőként Dominique Thorne és Tenoch Huerta.
A filmet az Egyesült Államokban 2022. november 11-én mutatták be a mozikban, Magyarországon 2022. november 10-én jelent meg.
A Marvel-moziverzum 4. fázisának utolsó filmje.

## Cselekmény
T’Challa király, Vakanda királya meghal egy betegségben, amelyről húga, Shuri úgy véli, hogy a szív alakú növénnyel gyógyítható lett volna. Shuri sikertelenül próbálta szintetikusan újra előállítani a gyógynövényt, miután Koncoló elpusztította.
Egy évvel később Vakandára más országok nyomást gyakorolnak, hogy ossza meg a vibraniumot, és egyes felek erőszakkal próbálják ellopni azt. Ramonda könyörög Shurinak, hogy folytassa a szív alakú gyógynövény kutatását, remélve, hogy létrehozhat egy új Fekete Párducot, aki megvédi Vakandát, de ő visszautasítja, mivel úgy véli, hogy a Fekete Párduc a múlt alakja. A CIA egy új vibrániumkereső gépet használ egy expedíció során, amely egy potenciális vibrániumlelőhelyet keres a víz alatt. Az egész kutatócsapatot megtámadja és megöli Namor és kék bőrű, vízlégző emberei, de a CIA úgy véli, hogy Vakanda volt a felelős. Namor Ramondához és Shurihoz megy, könnyedén kijátszva Vakanda fejlett biztonsági rendszerét. Vakandát hibáztatja a vibránium kutatásáért, és ultimátumot ad nekik – találják meg és adják át neki a vibrániumot felderítő gépért felelős tudóst, különben megtámadja Vakandát.
Shuri és Okoye barátjuk és a CIA-ügynök Everett K. Ross segítségével Bostonba utaznak, hogy találkozzanak a felelős tudóssal: egy Riri Williams nevű MIT-s diákkal. A csoportot az FBI, majd Namor harcosai üldözik, akik legyőzik Okoye-t, és a víz alá viszik Shurit és Williamst, hogy találkozzanak Namorral. Ramonda megfosztja Okoye-t a Dora Milaje kötelességétől, és megkeresi a pittyenés óta Haitin élő Nakiát, hogy segítsen megtalálni Shurit és Williamst. Shuri találkozik Namorral, aki megmutatja neki a vibrániumban gazdag víz alatti királyságát, Talokant, amelyet évszázadokon át védett a világ felfedezésétől. Namor elkeseredve a felszíni világ miatt, amely egykor elutasította őt, szövetséget ajánl Vakandával a világ többi része ellen, de azzal fenyegetőzik, hogy előbb elpusztítja Vakandát, ha elutasítják. Nakia segít Shurinak és Williamsnek elmenekülni, Namor pedig megtorlásul támadást indít Vakanda fővárosa ellen, amelynek során Ramonda megfullad, megmentve Williamst. Namor megesküszik, hogy egy hét múlva teljes hadseregével visszatér, Vakanda polgárait pedig biztonságuk érdekében áttelepítik a Jabari-földre.
Eközben Ross-t letartóztatja volt felesége és a CIA igazgatója, Valentina Allegra de Fontaine, mert titokban titkos információkat cserélt a vakandaiakkal. Ramonda temetése után Shuri annak a gyógynövénynek a maradványából, amely Namor népének víz alatti képességeit adta, szintetikusan rekonstruálja a szív alakú gyógynövényt. Miután lenyelte a gyógynövényt, Shuri az új Fekete Párduc lesz, és az Ősök Síkján találkozik Koncolóval, aki arra ösztönzi, hogy álljon bosszút. Visszatérve a többi vakandai törzs elfogadja őt Fekete Párducként. M’Baku béketanácsa ellenére Shuri elhatározza, hogy bosszút áll Ramonda haláláért, és azonnali ellentámadást rendel el Namor ellen. A csatára készülve, Ayo a Dora Milaje tábornokának szerepét átvéve, Shuri az Éjféli Angyal páncélt adományozza Okoye-nak, aki cserébe Anekát toborozza, hogy csatlakozzon hozzá. Williams Ramonda áldozatának tiszteletére létrehozza a Vakanda védelmére szolgáló, energiával működő páncélzatot.
A vakandaiak egy tengerjáró hajóval, a Óceán Leopárddal csapdát állítanak Namornak, a felszínre csalogatva őt és harcosait. Shuri elválasztja Namort a népétől, hogy kiszárítsa és legyengítse. A páros egy sivatagi tengerparton csapódik össze, és harcolnak. Shuri végül legyőzi Namort, de meglátja Ramondát az Ősök Síkján, és ő is felismeri a hasonlóságot saját útjuk között, és úgy dönt, hogy megkíméli Namor életét, és békés szövetséget ajánl neki. Namor elfogadja, és a csata véget ér. Namor unokatestvére, Namora felháborodik azon, hogy Namor enged Shurinak, de megígéri, hogy Shuri empátiája a népük iránt hasznos, mert Vakandának nincs más szövetségese a világon. Most már biztonságban, Williams visszatér Bostonba, de az új ruháját hátra kell hagynia. Később Okoye megmenti Rosst a fogságból.
Shuri úgy dönt, hogy nem száll harcba a trónért, ezért meglátogatja Nakiát Haitin, ahol elégeti a temetési szertartási köntösét, ahogy azt az édesanyja akarta, és lehetővé teszi magának, hogy végre meggyászolja T’Challát. Eközben M’Baku előlép, hogy megpályázza a trónt.
A stáblista közepén Shuri megtudja, hogy Nakiának T’Challától született egy Toussaint nevű fia, akit Nakia titokban nevel, távol a trón nyomásától. Toussaint elárulja, hogy vakandai neve T’Challa.

## Szereplők
| Szerep                            | Színész                            | Magyar hang         | Leírás |
| --------------------------------- | ---------------------------------- | ------------------- | --- |
| Shuri / Fekete Párduc             | Letitia Wright                     | Törőcsik Franciska  | T’Challa húga, Vakanda hercegnője, aki új technológiát tervez a nemzete számára.                                                     |
| Nakia                             | Lupita Nyong’o                     | Trokán Nóra         | T’Challa korábbi szerelme, Vakanda titkos kémje.                                                                                     |
| Okoye                             | Danai Gurira                       | Varga Klári         | A vakandai női testőrség, a Dora Milaje vezetője.                                                                                    |
| M’Baku                            | Winston Duke                       | Orosz Ákos          | A vakandai hegyi törzs a Jabari-k vezetője.                                                                                          |
| Ayo                               | Florence Kasumba                   | Varga Lili          | A vakandai női testőrség, a Dora Milaje tagja.                                                                                       |
| Riri Williams / Vasszív           | Dominique Thorne                   | Ladányi Júlia       | Chicagói MIT-diák és zseniális feltaláló, aki olyan páncélt készít, amely vetekszik a Tony Stark / Vasember által épített páncéllal. |
| Aneka                             | Michaela Coel                      | Ágoston Katalin     | Vakandai harcos. |
| Namor                             | Tenoch Huerta                      | Lukács Dániel       | A Talokan, egy ősi víz alatti civilizáció uralkodója.                                                                                |
| Everett K. Ross                   | Martin Freeman                     | Görög László        | Az amerikai Központi Hírszerző Ügynökség (CIA) tagja.                                                                                |
| Ramonda                           | Angela Bassett                     | Radó Denise         | T’Challa és Shuri anyja, Wakanda királynője.                                                                                         |
| Valentina Allegra de Fontaine     | Julia Louis-Dreyfus                | Pálfi Kata          | A CIA új igazgatója és Ross egykori felesége.                                                                                        |
| N’Jadaka / Erik „Koncoló” Stevens | Michael B. Jordan                  | Ember Márk          | T’Challa unokatestvére. Az unokatestvére elleni küzdelem során meghalt.                                                              |
| A folyótörzs vénje                | Isaach De Bankolé                  | Végh Péter          | Vakanda vénjei |
| A kalmártörzs vénje               | Dorothy Steel                      | Zsolnai Júlia       | Vakanda vénjei |
| A határtörzs vénje                | Danny Sapani                       | Sipos Imre          | Vakanda vénjei |
| Zawavari                          | Connie Chiume                      | Fekete Linda        | Zuri halála után ő lett az, aki a szív alakú gyógynövényt őrzi                                                                       |
| Namora                            | Mabel Cadena                       | Eredeti hang        | Namor unokatestvére. |
| Attuma                            | Alex Livinalli                     | Eredeti hang        | Talokani harcos. |
| Namor anyja                       | María Mercedes Coroy               | Eredeti hang        | Namor anyja. |
| Dr. Graham                        | Lake Bell                          | Ligeti Kovács Judit | A CIA vibránium kutatásáért felelős tudósa.                                                                                          |
| Amerikai külügyminiszter          | Richard Schiff                     | Fazekas István      | Amerikai külügyminiszter. |
| Griot                             | Trevor Noah (hang)                 | Jankovics Péter     | Vakandai mesterséges intelligencia.                                                                                                  |
| Toussaint / T’Challa              | Divine Love Konadu-Sun             | Tereczi Dániel      | Nakia és T’Challa gyermeke. |
| T’Challa / Fekete Párduc          | Chadwick Boseman (archív felvétel) | nem szólal meg      | Vakanda egykori uralkodója, aki egy betegség miatt életét vesztette.                                                                 |

### Magyar változat
- Magyar szöveg: Gáspár Bence
- Szakértő: Aradi Gergely
- Felvevő hangmérnök: Jacsó Bence
- Vágó: Kajdácsi Brigitta
- Gyártásvezető: Kincses Tamás
- Szinkronrendező: Tabák Kata
- Produkciós vezető: Hagen Péter

A szinkron a Disney Character Voices International megbízásából a Mafilm Audio Kft.-ben készült el

## Filmzene
1. Lift Me Up (Rihanna)
2. Love & Loyalty (Believe) (DBN Gogo, Sino Msolo, Kamo Mphela, Young Stunna & Busiswa)
3. Alone (Burna Boy)
4. No Woman No Cry (Tems)
5. Árboles Bajo El Mar (Vivir Quintana & Mare Advertencia)
6. Con La Brisa (Foudeqush & Ludwig Göransson)
7. La Vida (feat. E-40) (Snow Tha Product)
8. Interlude (Stormzy)
9. Coming Back For You (Fireboy DML)
10. They Want It, But No (Tobe Nwigwe & Fat Nwigwe)
11. Laayli’ kuxa’ano’one (ADN Maya Colectivo: Pat Boy, Yaalen K’uj & All Mayan Winik)
12. Limoncello (OG DAYV & Future)
13. Anya Mmiri (feat. PinkPantheress) (CKay)
14. Wake Up (feat. Rema) (Bloody Civilian)
15. Pantera (feat. Rema) (Alemán)
16. Jele (DBN Gogo, Sino Msolo, Kamo Mphela, Young Stunna & Busiswa)
17. Inframundo (Blue Rojo)
18. No Digas Mi Nombre (Calle x vida & Foudeqush)
19. Mi Pueblo (Guadalupe de Jesús Chan Poot)